# Primeros habitantes de la ciudad de Buenos Aires
Los primeros habitantes de la ciudad de Buenos Aires o bien primeros vecinos o primeros pobladores de Buenos Aires fueron aquellos vecinos fundadores que acompañaron al adelantado Pedro de Mendoza en la fundación de la primera Buenos Aires en el año 1536 hasta su abandono en 1541 y posteriormente a Juan de Garay en la segunda fundación de la misma en 1580, pero esta vez como ciudad, y quienes se avencindaron en ella o solo lo hicieron al principio, a los que se sumaron llegados de diversas parte del Imperio español que se radicarían en la incipiente urbe y dejarían una extensa descendencia.
Algunos primigenios pobladores de la primera Buenos Aires pasaron a ser vecinos fundadores del fuerte de Nuestra Señora de la Asunción fundada por Juan de Salazar en 1537, durante la búsqueda del gobernador nominal Juan de Ayolas por esos territorios, y los últimos habitantes del ya citado abandonado puerto terminaron por incrementar la población de la urbe asuncena convirtiéndola en ciudad, y cuatro décadas después, sus descendientes fueron vecinos fundadores en 1573 de la nueva ciudad de Santa Fe, también fundada por Garay en el primer emplazamiento, y luego de la segunda Buenos Aires. 

## Vecinos fundadores del primer poblado de Buenos Aires por Mendoza

### Límites de la gobernación y origen de los pobladores
El emperador Carlos V designó a Pedro de Mendoza como gobernador de Nueva Andalucía. Esta se extendería de océano a océano —pues no se intersecaba con la línea de Tordesillas— y se ubicaba entre la gobernación de Nueva Toledo asignada al mariscal Diego de Almagro por el norte, hasta el río que llamaban de Solís al sur, desde el cual se extendía la gobernación de Nueva León, adjudicada al noble portugués Simón de Alcazaba y Sotomayor. 
En 1536 Mendoza llegó al Río de la Plata, antiguamente reconocido como Mar Dulce, río Jordán —río Iordá o Iordam— o bien río de Solís, al frente de una expedición integrada por dos mil doscientas personas entre marineros, soldados y colonos, algunos de estos con sus familias. Llegaban individuos de todos los rincones europeos del Imperio español, y no solo andaluces, castellanos y extremeños, sino también flamencos y valones de los Países Bajos Españoles, franceses, ingleses, italianos, alemanes y portugueses.
De esa manera se procedió a la fundación del entonces puerto y fuerte Real de Nuestra Señora Santa María del Buen Ayre el 3 de febrero de 1536. De ese núcleo original se desgranaron distintos contingentes que erigieron al fuerte de Corpus Christi el 15 de junio del citado año —a poca distancia en donde había estado el efímero fuerte Sancti Spiritus de Sebastián Caboto de 1527 hasta 1529 / 1531 y en donde está el actual Puerto Gaboto— por el fundador Juan de Ayolas, luego el pueblo y fuerte de Buena Esperanza por el propio adelantado Mendoza a finales del mes de septiembre del corriente, ubicado a 6,5 km más al sur del anterior, y que concluyó con la fundación en 1537 del fuerte que posteriormente se convertiría en la ciudad de Asunción del Paraguay.

### Dudas sobre el sitio de la urbe dentro o fuera de la jurisdicción
Mendoza no llegó a fundar una ciudad en el Río de la Plata, y consecuentemente la población primigenia de Buenos Aires no fue dotada de su correspondiente cabildo, quizás porque entendió que dicho puerto podría quedar fuera de su jurisdicción que culminaba en el río de Solís a los 35° de latitud Sur, en el que coinciden difusamente la Punta del Este, límite norte del «Mar Dulce» y el extremo sur del continente africano, y Ruy Díaz de Guzmán le adjudicaba a Buenos Aires latitud 36°S.
Por otro lado, la relación con los indígenas, que inicialmente fue cordial, casi de inmediato trocó en abierta confrontación, y el asedio por estos y el hambre que surgió, diezmaron a los conquistadores, pero con el tiempo los españoles lograron establecer relaciones no beligerantes con los mismos y además pudieron establecer también sus sementeras, con lo cual se alejó el fantasma de la inanición. 

### Abandono de la población por orden del gobernador Irala
Pese a ello, en 1540 Domingo Martínez de Irala y el veedor Alonso de Cabrera ordenaron a los escasos sobrevivientes que aún perseveraban a orillas del Río de la Plata abandonar Buenos Aires. La medida fue resistida, pero hacia junio de 1541 se había cumplido manu-militari, quemando la nave que encallada hacía las veces de fortaleza, además de la iglesia y las casas de madera.
Irala pretendía concentrar en la Asunción al mayor número de conquistadores, convirtiendo a esa ciudad en un fuerte centro consolidado de la presencia castellana en la región. El tiempo confirmó lo acertado de esta medida, pues el éxito finalmente coronó la conquista y colonización española a partir del núcleo humano que se fue forjando en la Asunción del Paraguay.

## La nueva ciudad criolla de Asunción del Paraguay con los vecinos de Buenos Aires

### Fundación del fuerte de Nuestra Señora de la Asunción
El nuevo fuerte llamado Nuestra Señora de la Asunción fue fundado el 15 de agosto de 1537 por Juan de Salazar y Espinosa de los Monteros con algunos hombres provenientes de la primera Buenos Aires.

### Vecinos fundadores de la primigenia Buenos Aires que luego lo fueron de Asunción
- Juan de Salazar
- Alonso de Escobar "el Conquistador"
- Gonzalo de Mendoza
- Bartolomé González de Villaverde
- otros.

### Nuevos pobladores destacados de la incipiente ciudad
- Domingo Martínez de Irala, que fue vecino fundador de Buenos Aires pero, luego de abandonar La Candelaria en agosto, se radicó en la nueva urbe en diciembre de 1537.
- Diego de Abreu, que también fue vecino fundador de Buenos Aires y se avecindó en Asunción en 1539 a pedido de Irala.
- Francisco de Mendoza, también vecino fundador que pasó a Asunción hacia 1539.
- Juan de Ortega, también vecino fundador y pasó a Asunción hacia 1540.
- Álvar Núñez Cabeza de Vaca, que llegó en el año 1542.
- Ñuflo de Chaves también llegó en 1542.
- Martín Suárez de Toledo, también en 1542.
- Francisco Ortiz de Vergara desde 1558.
- Felipe de Cáceres, que también fue vecino fundador de Buenos Aires, pasó a Madrid en 1539 y luego se avecindó en Asunción con el adelantado en 1542.
- Juan Ortiz de Zárate.
- Ruy García de Mosquera, poblador del fuerte Sancti Spiritus, de Icaapara en el Brasil, de la primigenia Buenos Aires y finalmente de Asunción hacia 1541.
- otros.

Dicho fuerte se convirtió en ciudad después de que Irala reunió en la Asunción al remanente de la fallida expedición de Mendoza, y con la creación de su Cabildo el 16 de septiembre de 1541, ya que hasta ese entonces el gobierno revistió carácter militar. La población de esta república de españoles se vio paulatinamente incrementada, tanto por europeos llegados en sucesivas nuevas expediciones —la de los adelantados Álvar Núñez Cabeza de Vaca y Juan Ortiz de Zárate— como por naturales, en general amerindias guaraníes de la parcialidad de los carios que los conquistadores tomaban por mujer.
Irala fomentó estas uniones haciendo de ellas una política integradora que aseguraba la paz entre europeos y americanos. De este modo, de la fusión de aquellos recientemente llegados del Este con los pueblos llegados algunos miles de años antes desde el Oeste, se formaba un nuevo pueblo originario de América: los mestizos (hijos de indígena y europeo), y también los criollos, aquellos que fueron llamados los mancebos de la tierra (hijos nacidos en América de padres europeos).
En este sentido es elocuente el testamento de Irala, dado en Asunción el 13 de marzo de 1556, que reza:

Digo y declaro y confieso que yo tengo y Dios me ha dado en esta provincia ciertas hijas y hijos que son: Diego Martínez de Yrala y Antonio de Yrala y doña Ginebra Martínez de Yrala, mis hijos, y de María mi criada, hija de Pedro de Mendoza, indio principal que fue desta tierra; y doña Marina de Yrala, hija de Juana mi criada; y doña Isabel de Yrala, hija de Águeda, mi criada; y doña Úrsula de Yrala, hija de Leonor, mi criada; y Martín Pérez de Yrala, hijo de Escolástica, mi criada; e Ana de Yrala, hija de Marina, mi criada; y María, hija de Beatriz, criada de Diego de Villalpando, y por ser como yo los tengo y declaro por mis hijos y hijas y portales he casado a ley y a bendición, según lo manda la Santa Madre Iglesia [...].

## Los criollos para poblar Santa Fe, Zaratina, Buenos Aires, Concepción del Bermejo y Corrientes

### Porcentajes de criollos asuncenos y de europeos
Juan de Garay pregonó bandos para poblar nuevas ciudades río abajo de Asunción del Paraguay con los mancebos de la tierra o criollos nacidos en dicha localidad, y de esta forma erigió la nueva urbe de Santa Fe, que fue fundada el 15 de noviembre de 1573 con ochenta mancebos criollos (89,89%) y apenas nueve españoles peninsulares (10,11%).
En el mes de mayo de 1574, Garay acompañó al adelantado Juan Ortiz de Zárate a la Banda Oriental y cerca de la desembocadura del río San Salvador fundó la Ciudad Zaratina con pobladores de Santa Fe pero sin detalles sobre los porcentajes de procedencia (la cual duraría hasta enero de 1577, cuando Garay decidió despoblarla).
Buenos Aires fue poblada con cincuenta y dos mancebos criollos (82,54%) y solo once peninsulares (17,46%).
Posteriormente otras vías colonizadoras salieron nuevamente de Asunción para fundar nuevas ciudades como la de Concepción de Buena Esperanza, a orillas del río Bermejo del Chaco Austral, el 14 de abril de 1585 por Alonso de Vera y Aragón y Calderón (aunque abandonada en 1632) y la de Corrientes el 3 de abril de 1588 por el adelantando Juan Torres de Vera y Aragón con la ayuda de sus cofundadores Alonso de Vera y Aragón el Tupí y Hernando Arias de Saavedra.

### Caracterización de los mestizos hispano-guaraníes
Por su parte, los mestizos serían producto de dos culturas, hablaban el castellano de sus padres y el guaraní de sus madres, conocían las aberraciones de la antropofagia de los guaraníes y también la de la quema de herejes de los castellanos, pero heredaban también las virtudes de ambos.
Hernando de Montalvo los describe: “Tienen poco respeto a la justicia, son amigos de cosas nuevas, vanse cada día más desvergonzados con sus mayores, tiénenlos y los han tenido en poco, fuertes en los trabajos, curiosos, diestros y amigos de la guerra”. A este mismo personaje corresponde la injusta e inexacta frase que en carta al rey del 29 de marzo de 1573 juzgaba a los miembros de la expedición de Ortiz de Zárate la mayor parte de esta gente fue la escoria de Andalucía. En algo acertaba: Nada llegó a América que no hubiere existido primeramente en Europa.

## Vecinos fundadores de la ciudad de Buenos Aires por Garay
Cuando salió de la Asunción para refundar Buenos Aires, llevaba consigo sesenta y cuatro hombres con provisiones, herramientas agrícolas y otros útiles, en una carabela, bajeles y balsas y formó una tropa de mil caballos, quinientas vacas y otros ganados menudos que se arrearon por tierra.
Varios se postularon en Asunción para emprender la jornada. Algunos, como Hernando de Montalvo, fueron rechazados. Garay les ofrecía la posibilidad de recibir tierras y encomiendas, lo que beneficiaba tanto a los recién llegados de Europa como a aquellos descendientes de los primeros pobladores de Asunción que no resultaban ser segunda cabeza de encomienda, heredada de sus padres encomenderos. Estas mercedes serán las que se constituyan en los diversos pagos pampeanos. 
Existía un atractivo adicional en el caso de que se tratase de personas de origen plebeyo, que era el acceder al estado noble, en la categoría de los hidalgos, que son los nobles de sangre. En consecuencia serían los fundadores de un linaje noble. Al margen del ascenso social, propio y de su progenie, existía un beneficio práctico que consistía en quedar eximidos del pago del pecho o pechera, tributo del que los hidalgos estaban exentos. Este privilegio fue otorgado por el rey Felipe II: 

“Por honrar las personas, hijos y descendientes legítimos de los que se obligaren a hacer población y la hubieren acabado y cumplido su asiento, les hazemos Hijosdalgo de solar conocido para que en aquella población, y otras cualesquier partes de las Indias, sea Hijosdalgo y personas nobles de linage, y solar conocido, y por tales sean havidos y tenidos, y les concedemos todas las honras y preeminencias, que deven haver y gozar todos los Hijosdalgo, y Cavalleros destos Reynos de Castilla, según fueros, leyes y costumbres de España”.
Pardo, el 26 de septiembre de 1575.

### Los peninsulares españoles
Garay expresa que solo diez de los primeros pobladores eran españoles peninsulares. En todos los casos, las mujeres e hijos son americanos. La única excepción sería Isabel de Becerra, esposa de Garay, y él mismo sería el decimoprimero de los peninsulares.
- Juan de Garay y su mujer Isabel de Becerra.
- Gonzalo Martel de Guzmán –alcalde de primer voto del primer cabildo de la ciudad y único en la expedición que ostentaba el título de don, por lo cual actuó de alférez real- y su mujer Isabel de Carvajal. Regresó a Santa Fe.
- Rodrigo Ortiz de Zárate –alcalde del primer cabildo de la ciudad- y su mujer, Juana de la Torre.
- Antón Higueras de Santana, alcalde de Buenos Aires.
- Antón Bermúdez –regidor del primer cabildo-, su mujer Inés de los Reyes y su hija Mariana.
- Rodrigo de Ibarrola, ejerció en el Cabildo de Buenos Aires como primer regidor. Regresó a Asunción.
- Diego de Olabarrieta, o Labarrieta, regidor del primer cabildo porteño. Poblador de Santa Cruz de la Sierra. Recibió tierras y encomienda, fue alcalde y procurador en Asunción, donde era vecino. Falleció antes de 1619.
- Cristóbal Altamirano, llegado en la armada de Juan Ortiz de Zárate, y su mujer Ana Méndez. Fue prisionero de los charrúas y de los pampas, logrando escapar y dar aviso del inminente ataque a la ciudad que culminó en el combate de la Matanza.
- Miguel Navarro y su hijo Felipe. Llegado a América con Alvar Núñez Cabeza de Vaca. Vecino encomendero, recibió mercedes de tierras.
- Alonso de Vera y Aragón.
- Antonio Roberto y su hijo. Recibió mercedes de tierras y encomienda. Posiblemente se trasladara a Corrientes.

### Los mancebos de la tierra que dejaron descendencia en la ciudad
En este caso resultan americanos tanto hombres como mujeres, padres como hijos.
- Pedro de Izarra, quizás hijo de un homónimo llegado con Ortiz de Zárate, encomendero, recibió tierras y fue alcalde y regidor.
- Pedro Morán y su mujer María Christal. En 1582 se retiró a Córdoba del Tucumán, por lo cual no fue encomendero. Sin embargo retornó a Buenos Aires alrededor de 1627 y fue alcalde. Le correspondió la chacra N° 38 (actual Quinta Presidencial de Olivos).
- Andrés de Vallejos, recibió tierras y encomienda. Fue regidor y alcalde del cabildo.
- Luis Álvarez Gaytán que fue regidor del primer cabildo, fue con su mujer Ana de Somoza y su hijo Francisco.
- Alonso de Escobar "el Hijo" que fue también regidor del primer cabildo, y llegaría recién hacia 1590 su segunda esposa María Cerezo con los hijastros mayores: Tomás y Margarita. En primeras nupcias Alonso se había casado en Asunción hacia 1571 con la muy joven Inés Suárez de Toledo, hermana del gobernador Hernandarias.
- Francisco Bernal, o bien Francisco Bernal de la Banda, quien fue encomendero, alférez real y regidor, posteriormente se avecindó su mujer Ana de los Cobos y su hijo Francisco.
- Víctor Casco de Mendoza, segunda cabeza de la encomienda de su padre en Asunción y encomendero también en Buenos Aires, y fue con su mujer Luisa de Valderrama.
- Miguel del Corro, quien recibió mercedes de tierras y encomienda, y su mujer María de Aguilera. No dejó hijos.
- Juan Fernández de Zárate, recibió encomienda y mercedes de tierras.
- Juan de Garay "el Mozo", hijo natural del fundador, recibió encomienda y mercedes de tierras.
- Alonso Gómez del Mármol, quien recibió encomienda y mercedes de tierras, su mujer Lorenza Fernández de Benavides y sus hijos Felipa y Jerónimo.
- Miguel Gómez de la Puerta y Saravia, quien como vecino poblador recibió encomienda y mercedes de tierras, su mujer Beatriz Luyz de Figueroa y sus hijos Benito y Úrsula.
- Pedro Luyz, y su mujer Elena de Payva. Recibió mercedes de tierras y encomienda.
- Andrés Méndez, su mujer y Juan, su hijo. Recibió mercedes de tierras y encomienda de indios.
- Pedro Rodríguez de Cabrera y su mujer Juana  de Enciso. Recibió mercedes de tierras y encomienda de indios.
- Juan Ruiz de Ocaña y su mujer Bernardina Guerra. Recibió encomienda y mercedes de tierras. Construyó el primer molino de agua junto al río Reconquista. Tuvo destacada actuación industrial, mercantil y agrícola.
- Pedro de Sayas Espeluca y su mujer Beatriz de Cubillas. Recibió mercedes de tierras y encomienda de indios.
- Ana Díaz. Constituye un caso llamativo ya que no venía acompañada de hombre alguno. Quizás fuese viuda y suegra de Juan Martín. Recibió un solar de un cuarto de manzana en la ciudad y chacra en lo que hoy es el partido de San Isidro.

### Los criollos que abandonaron la urbe o no dejaron sucesores documentados
También los siguientes mancebos fueron pobladores pero se ausentaron de la ciudad, o no dejaron rastros en ella. Se cree que la dureza de la represión a la rebelión de los mancebos de Santa Fe, conocida como revolución de los siete jefes, pudo haber incidido en el ánimo de muchos de los criollos, enemistándolos con Garay. Otros partieron a nuevas fundaciones, o simplemente regresaron a sus ciudades de origen.
- Pedro de Quirós, regidor del primer cabildo de Buenos Aires.
- Pedro de Xerez, escribano del acta fundacional.
- Juan Fernández de Enciso, primer procurador de la ciudad. Retornó a Asunción donde fue regidor. En el combate de la Matanza decapitó al cacique de los querandíes, Tabobá, lo que decidió el resultado de la batalla.
- Ambrosio de Acosta, quien posteriormente se radicó en la ciudad de San Juan de Vera de las Siete Corrientes, de la cual fue primer poblador.
- Esteban de Alegre, quien también estuvo presente en la fundación de la ciudad de Corrientes.
- Pedro Álvarez Gaytán, hermano de Luis, y luego primer poblador de Corrientes.
- Domingo de Arcamendía.
- Juan de Basualdo, quien se radicó en Santa Fe hacia 1584.
- Sebastián Bello.
- Balthasar Carbajal.
- Juan Carbajal, hermano de Balthasar.
- Juan Domínguez.
- Juan de España.
- Pedro Franco.
- Rodrigo Gómez, quizás hermano de Miguel.
- Los hermanos Lorenzo y Lázaro Gribeo. Lorenzo se estableció en Santa Fe y Lázaro se ausentó de la ciudad, por lo que fue desposeído de sus mercedes, las que le fueron otorgadas a su hermano Domingo, quien por haber sido menor de veinticinco años al momento de la fundación no las había recibido entonces. Domingo Fue alcalde de Buenos Aires.
- Pedro Hernández. Después de 1583 se radicó en Santa Fe.
- Sebastián Hernández.
- Domingo de Irala. Probablemente nieto del conquistador, si bien recibió encomienda y mercedes, debió haberse marchado de la ciudad de la Trinidad.
- Pedro Isbrán, su mujer Agustina de Aguilera.
- Miguel López Madera o Lope de Madera.
- Juan Márquez de Ochoa y su mujer. Recibió mercedes de tierras. Regresó a Santa Fe.
- Juan Martín, y su mujer Bartola Martínez. Recibió mercedes de tierras y encomienda. Regresó a Santa Fe.
- Pedro de Medina. Primer poblador de Santa Fe y de Buenos Aires. Recibió mercedes de tierras pero no encomienda, por lo que o falleció antes de 1583 o retornó a Santa Fe o Asunción.
- Hernando de Mendoza, y su mujer Agustina de Zárate. Era nieto de Irala. Recibió tierras y encomienda. Retornó a Asunción.
- Gerónimo Núñez.
- Francisco Pantaleón.
- Alonso Pareja.
- Gerónimo Pérez.
- Antón de Porras. Recibió mercedes de tierras y encomienda. Posiblemente retornó a Asunción.
- Juan Rodríguez de Cabrera.
- Pedro Esteban Ruiz de Ocaña, hermano de Juan. Seguramente marchó a Córdoba del Tucumán.
- Jusepe de Sayas. Quizás hermano de Pedro de Sayas Espeluca.
- Pedro de la Torre.
- Pablo Zimbrón.
- Bernabé Veneciano, recibió tierras aunque no encomienda.

### Los aborígenes guaraníes de la nueva urbe
La expedición de Garay incluía 200 amerindios guaraníes que venían con las familias, y si bien en la sociedad estamental no fueron considerados vecinos se los debe recordar entre quienes poblaron inicialmente la ciudad, dándole el carácter criollo y mestizo que fue impronta de la primitiva Buenos Aires.

## Otros habitantes del Imperio español radicados en la incipiente Buenos Aires

### De origen peninsular español
- Mateo Leal de Ayala.

### De origen siciliano
- Juan Domínguez Palermo, nacido como Giovanni Domenico de Vargas, que se asentó en la nueva urbe hacia 1587 y pasaría a ser regidor del Cabildo de Buenos Aires en 1605.

### De origen portugués
- Juan de Melo Coutiño.
- Juan Martínez de Amorín y Melo Coutiño.
- Amador Vaz de Alpoim con su esposa Margarita Cabral de Melo.
- Gil González de Moura con su esposa Inés Núñez Cabral de Melo.
- Manuel Cabral de Melo y Alpoin.
- Amador Báez de Alpoin.
- Melchor Maciel del Águila.